# Deshidrogenasa

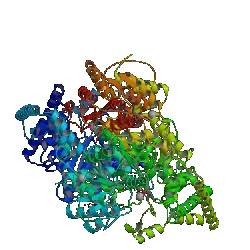
Piruvato deshidrogenasa.

Las deshidrogenasas son enzimas capaces de catalizar la oxidación o reducción de un sustrato por sustracción o adición de dos átomos de hidrógeno (deshidrogenación), empleando un par de coenzimas que actúan como aceptores o como donadores de electrones y protones; los principales coenzimas implicados en estas reacciones redox son los pares NAD+/NADH, NADP+/NADPH, FAD/FADH2 y FMN/FMNH2; en cada par, la primera es la forma oxidada y la segunda la forma reducida del coenzima.
Así, cuando una deshidrogenasa arranca dos átomos de hidrógeno de un sustrato, oxidándolo, los electrones y los protones de dichos átomos de hidrógeno son captados por la forma oxidada del coenzima, que se reduce:

donde A-H2 es el sustrato a oxidar, FAD es la forma oxidada del coenzima, A es el sustrato ya oxidado (porque ha perdido dos electrones -y dos protones-) y FADH2 es la forma reducida del coenzima (porque ha ganado dos electrones -y dos protones-).
Las deshidrogenasas son enzimas clave en el metabolismo energético de la célula; varias de ellas actúan en el ciclo de Krebs, ruta metabólica esencial en el catabolismo aerobio.

## Algunas deshidrogenasas
- Alfa-cetoglutarato deshidrogenasa
- Glucosa-6-fosfato deshidrogenasa (G6FD)
- Glutamato deshidrogenasa
- Isocitrato deshidrogenasa
- Lactato deshidrogenasa
- Malato deshidrogenasa
- Oxoglutarato deshidrogenasa
- Piruvato deshidrogenasa
- Succinato deshidrogenasa
- metanol deshidrogenasa

- Datos: Q412547